# Tardes (rivier)
De Tardes of Tarde (Frans: la Tardes/la Tarde) is een rivier in het departement Creuse (in de regio Nouvelle-Aquitaine) in Centraal-Frankrijk.
De rivier heeft een lengte van 77,3 km en een verval van 430 meter. De bron is bij Basville en ligt op een hoogte van 720 meter; de Tardes stroomt in noordelijke richting en mondt bij Évaux-les-Bains en Budelière uit in de Cher.
Tot de bruggen behoren een spoorbrug (Viaduc sur la Tarde) van 1882 ontworpen door Gustave Eiffel en een hangbrug tussen Évaux-les-Bains en Budelière.
Er is ook een dorp (en gemeente) Tardes, genoemd naar de rivier.